# 4524 Barklajdetolli
4524 Barklajdetolli eller 1981 RV4 är en asteroid i huvudbältet som upptäcktes den 8 september 1981 av den sovjetisk-ryska astronomen Ljudmila Zjuravljova vid Krims astrofysiska observatorium på Krim. Den är uppkallad efter Michail Barclay de Tolly.
Asteroiden har en diameter på ungefär 12 kilometer och den tillhör asteroidgruppen Vesta.